# Le Châtiment de la pierre magique
Pour plus de détails, voir Fiche technique et Distribution.
Le Châtiment de la pierre magique (en The Naked Country) est un film d'aventure australien réalisé par Tim Burstall en 1985. Il s'inspire du roman de Morris West publié en 1957.

## Synopsis
Lance Dillon exploite un ranch, et il reçoit un nouveau taureau. Des aborigènes hors-la-loi fuient devant leurs poursuivants, aborigènes également. Ils attaquent le ranch dont le propriétaire se réfugie dans la forêt, où il est secouru par son épouse, avec laquelle les liens étaient un peu distendus. A travers les diverses péripéties, le couple va retrouver une relation plus soutenue.

## Fiche technique
- Titre original anglais: The Naked Country
- Titre français : Le châtiment de la pierre magique
- Titre québécois : Poursuite vers l'enfer
- Scénario: Ross Dimsey et Tim Burstall, d'après le roman de Morris West (sous le pseudo de Morris East)
- Musique : Bruce Smeaton
- Durée : 90 min
- Date : 
  -  Australie : juillet 1985
  -  France : novembre 1985

## Distribution
- Rebecca Gilling : Mary Dillon
- John Stanton : Lance Dillon
- Ivar Kants : sergent Neil Adams
- Tommy Lewis : Mundaru
- Neela Dey : Menyan
- Hector Thomas : Willinja
- Donald Blitner : Billy Jo
- Kevin McKellar : Jacky-Boy
- Michael Cockatoo : Tanglefoot
- Neville Jingles : Tjumi, hors-la-loi
- Curtis Kelly : Yandedah, hors-la-loi

## Réception
Le film a eu peu de succès en Australie, mais plus en France et en Allemagne, et Ross Dimsey dit qu'il est rentré dans ses fonds. Dimsey reconnaît que le film était un peu désuet du fait de son intrigue trop romantique, que la réalisation a été un peu précipitée, et le script pas assez développé